# Interlaken (Nueva York)
Interlaken es una villa ubicada en el condado de Seneca en el estado estadounidense de Nueva York. En el año 2000 tenía una población de 674 habitantes y una densidad poblacional de 1.016,5 personas por km².

## Geografía
Interlaken se encuentra ubicada en las coordenadas 42°37′5″N 76°43′27″O / 42.61806, -76.72417.

## Demografía
Según la Oficina del Censo, en 2000 los ingresos medios por hogar en la localidad eran de 31.518 $ y los ingresos medios por familia eran de 40.625 $. Los hombres tenían unos ingresos medios de 32.308 $, frente a los 21.058 $ de las mujeres. La renta per cápita de la localidad era de 14.782 $. Alrededor del 11,5% de la población estaba por debajo del umbral de pobreza.